# Country Life
Country Life é o quarto álbum de estúdio do grupo britânico de art rock Roxy Music.
| Críticas profissionais                                                      | Críticas profissionais |
| Avaliações da crítica                                                       | Avaliações da crítica  |
| Fonte                                                                       | Avaliação              |
| --------------------------------------------------------------------------- | ---------------------- |
| allmusic                                                                    | [ 2 ]                  |
| Esta tabela precisa de ser acompanhada por texto em prosa. Consulte o guia. |                        |

## Faixas
Lado A
1. "The Thrill of It All" – 6:24
2. "Three and Nine" – 4:04
3. "All I Want Is You" – 2:53
4. "Out of the Blue" – 4:46
5. "If It Takes All Night" – 3:12

Lado B
1. "Bitter-Sweet" – 4:50
2. "Triptych" – 3:09
3. "Casanova" – 3:27
4. "A Really Good Time" – 3:45
5. "Prairie Rose" – 5:12

## Créditos
- Bryan Ferry – vocal, teclado.
- John Gustafson – baixo.
- Edwin Jobson – cordas, sintetizador, teclado.
- Andrew Mackay – oboé, saxofone.
- Phil Manzanera – guitarra.
- Paul Thompson – bateria.